# CA Rentistas
Club Atlético Rentistas, zwykle zwany po prostu Rentistas, jest urugwajskim klubem piłkarskim z siedzibą w mieście Montevideo.

## Osiągnięcia
- Mistrz drugiej ligi urugwajskiej (2): 1988, 1996

## Historia
Klub założony został 26 marca 1933 roku. Obecnie klub gra w pierwszej lidze urugwajskiej.